# Dobranoc
Dobranoc – album Lecha Janerki wydany w 1997 roku nakładem wytwórni Koch International.

## Lista utworów
1. „Opar” – 4:00
2. „Niki” – 3:12
3. „Do boju” – 3:18
4. „Wstaję” – 5:54
5. „Uraja” – 4:25
6. „Nalot” – 3:13
7. „Ciebie, ciebie” – 2:27
8. „Wyobraź sobie” – 4:57
9. „Pada deszcz” – 1:25
10. „Dobranoc” – 7:35

## Twórcy
- Lech Janerka – gitara basowa, śpiew
- Ryszard Guz – perkusja
- Bożena Janerka – wiolonczela
- Wojciech Seweryn – gitara